# Dominique Dunne
Dominique Dunne (Santa Monica, Califórnia, 23 de novembro de 1959 – Los Angeles, Califórnia, 4 de novembro de 1982) foi uma atriz estadunidense famosa pelo filme "Poltergeist - O Fenômeno".
Morreu aos 22 anos, 19 dias antes de completar 23 anos de idade, no Cedars-Sinai Medical Center, em Los Angeles, devido a um coma por cinco dias após ter sido estrangulada por seu ex-namorado, John Thomas Sweeney, insatisfeito com o fim do namoro.

## Carreira
Artista do cinema norte-americano que interpretou a jovem Dana, uma das filhas de um casal da Califórnia que é perseguida por almas do outro mundo no filme "Poltergeist - O Fenômeno", em 1982.
Dunne participou também de Reflexo do Desamor (The Day the Loving Stopped), em 1981.

## Morte
A atriz, que nunca tivera namorados antes, apaixonou-se por John Thomas Sweeney, um ajudante de cozinha que trabalhava no Ma Maison, um dos melhores restaurantes de West Hollywood. Dominique levou-o a Nova York para conhecer seus pais e na ocasião ele revelou seu temperamento explosivo num acesso de ciúmes, mostrando-se possessivo e tentando afastá-la de seus amigos.
Com o sucesso no cinema, a carreira da atriz havia deslanchado e ela recebeu uma proposta para atuar num seriado de TV ao lado de Tom Selleck, entretanto o namorado não gostou. Em 26 de agosto de 1982, durante uma briga, ele bateu a cabeça da atriz contra o chão e ela fugiu para a casa da mãe.
Exatamente um mês depois, em 26 de setembro, ela foi novamente agredida e pôde até dispensar a maquiagem para fazer uma adolescente espancada num episódio de Hill Street Blues. Depois desse segundo ataque, Dominique percebeu a insanidade do namorado e começou a se esconder, mas ele conseguiu um contato pelo telefone.
Ela, então, declarou-lhe que havia decidido pela separação definitiva, o que John não aceitou. O rapaz invadiu sua casa e estrangulou-a, deixando a atriz em coma durante alguns dias, e falecendo posteriormente.
John permaneceu na prisão durante apenas três anos, para desconsolo da família e dos amigos de Dominique.